# Chapelle Notre-Dame-de-Nazareth de Toulouse
Pour les articles homonymes, voir Chapelle Notre-Dame-de-Nazareth.
La chapelle Notre-Dame-de-Nazareth est une chapelle située au no 6 rue Philippe-Féral, dans le centre-ville de Toulouse. Elle a donné son nom à la rue voisine, Grande-rue Nazareth. Elle est aujourd'hui affectée au culte catholique et dépend de la paroisse Notre-Dame-de-la-Dalbade.
Une première chapelle est déjà connue au XIIIe siècle, mais le bâtiment actuel a été construit entre la fin du XVe siècle et le début du siècle suivant. L'architecture de l'ensemble est d'un très pur style gothique, sans remaniement de la Renaissance, mais elle a reçu une décoration plus tardive. Sa construction est due à des parlementaires et elle fut utilisée par la magistrature jusqu'à la Révolution.

## Histoire

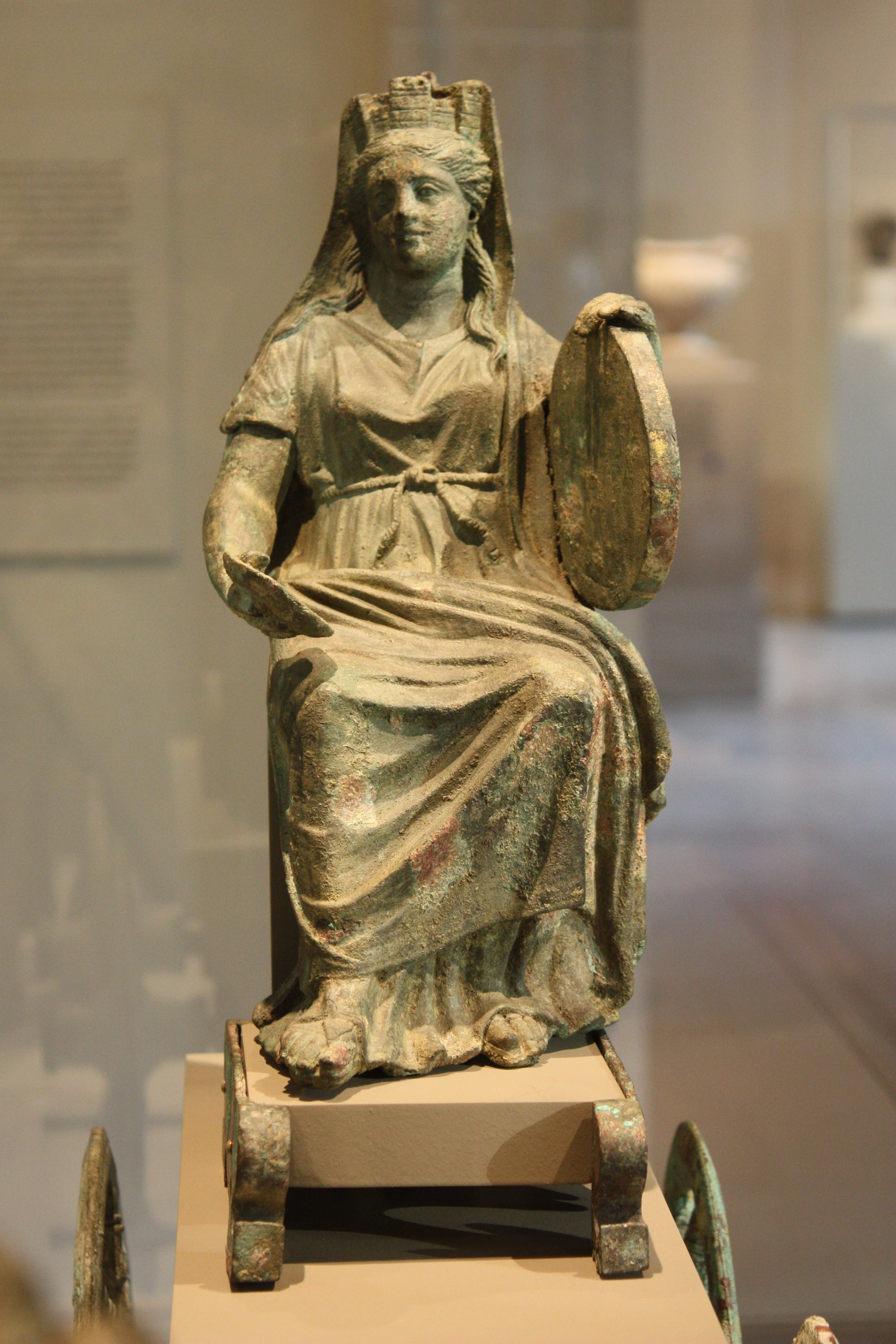
Statue de Cybèle, modèle probable de la statue miraculeuse de la porte Montgaillard (2e moitié du IIe siècle).

La fondation d'une chapelle dédiée à Marie remonte à la découverte vers 1260 d'une statue miraculeuse dans les fossés près de la porte Montgaillard. Cette « image de Nostre-Dame avec une représentation du Soleil », comme le dit le magistrat et historien toulousain Guillaume Catel : il s'agissait peut-être d’une statue ou d'un bas-relief antique de la déesse Cybèle assise, ayant à la main une patère ressemblant à un disque solaire. Les habitants transforment en chapelle une des maisons du quartier face à la porte Montgaillard, en dehors de la ville, afin de l'abriter, lui donnant le nom de Notre-Dame-de-Nazareth. Elle est pourvue d'une rente de 300 livres par l'évêque Bertrand de l'Isle-Jourdain afin de pourvoir à son service. Mais dans la première moitié du XIVe siècle, la ville de Toulouse souffre des combats de la guerre de Cent Ans. Les maisons des faubourgs ayant été ravagés, la chapelle est abattue et transférée dans la cité.
La chapelle actuelle est construite de 1452 à 1520. Située au cœur du capitoulat Saint-Barthélémy qui abrite de nombreux maisons et hôtels de parlementaires, elle en devient la chapelle. Elle reçoit des dons nombreux et accueille les sépultures de plusieurs de ses bienfaiteurs, tels le conseiller au Parlement Michel de Vabres, le premier président du Parlement Jacques de Minut ou encore le jurisconsulte Antoine Dadin de Hauteserre. En 1525, le président au Parlement Georges d'Olmières veut ériger la chapelle en église collégiale : il obtient l'approbation du pape Clément VII le 29 mars 1525, par une bulle qui est fulminée par l'évêque de Rieux, Jean de Pins. Six chanoines, avec le docteur-régent de l'université, Blaise d'Auriol, pour doyen, sont installés. Mais les chanoines de la cathédrale Saint-Étienne s'y opposent, avec le soutien de l'archevêque de Toulouse, Jean d'Orléans-Longueville. Finalement, par deux arrêts du 16 juillet 1527 et du 30 décembre 1529, le Grand Conseil du roi tranche en faveur des chanoines de Saint-Étienne.
La chapelle souffre pendant la Révolution. Elle est fermée en 1789 et c'est peut-être à ce moment que le clocher est détruit. Elle est vendue peu de temps après comme bien national à l'avocat Pierre Bruneau Roucoule. Quand le culte catholique est rétabli en 1800, il rend cependant la chapelle au culte. Au XIXe siècle, la chapelle est altérée par la destruction des deux chapelles du côté sud. En 1832, la confrérie des Pénitents noirs est établie dans cette chapelle jusqu'en 1843. À cette date, ils sont remplacés par les Missionnaires diocésains. En 1912, la chapelle est à nouveau saisie par l'État et vendue comme bien des Congrégations, et est rachetée par le diocèse de Toulouse.
Dans les années 1950, la Mission catholique italienne de Toulouse, qui accueille les immigrants italiens et les aide à s’insérer dans la société française, est particulièrement active. Alfonso Masiello, qui dirige la Mission depuis 1939, a fait venir la statue de Notre-Dame de Lorette en 1950, puis les reliques du pape Pie X en février 1952. Le 6 mars 1954, le cardinal et archevêque Jules Saliège érige la Mission catholique en Paroisse italienne, la dotant de sa propre chapelle, l’actuelle Notre-Dame de Nazareth, avec Don Alfonso Masiello pour aumônier.
Le 27 décembre 1974, la chapelle est protégée et inscrite au monuments historiques. Aujourd'hui, elle dépend de la paroisse de Notre-Dame de la Dalbade. Elle est habituellement fermée au public pour raisons de sécurité et n'ouvre qu'exceptionnellement, à l'occasion de concerts ou lors des Journées du patrimoine.
La chapelle est fermée au public, pour des raisons de sécurité, depuis le 1er septembre 2014.

## Architecture

### Extérieur
La chapelle est enserrée dans les constructions voisines et elle ne présente pas de façade particulière. Le portail voûté en plein cintre est surmonté d'une accolade gothique. Le tympan est décoré d'un culot présentant des branches contournées d'un cep de vigne, un colimaçon et un oiseau picorant une grappe de raisin, surmonté d'une statue de Vierge à l'Enfant.

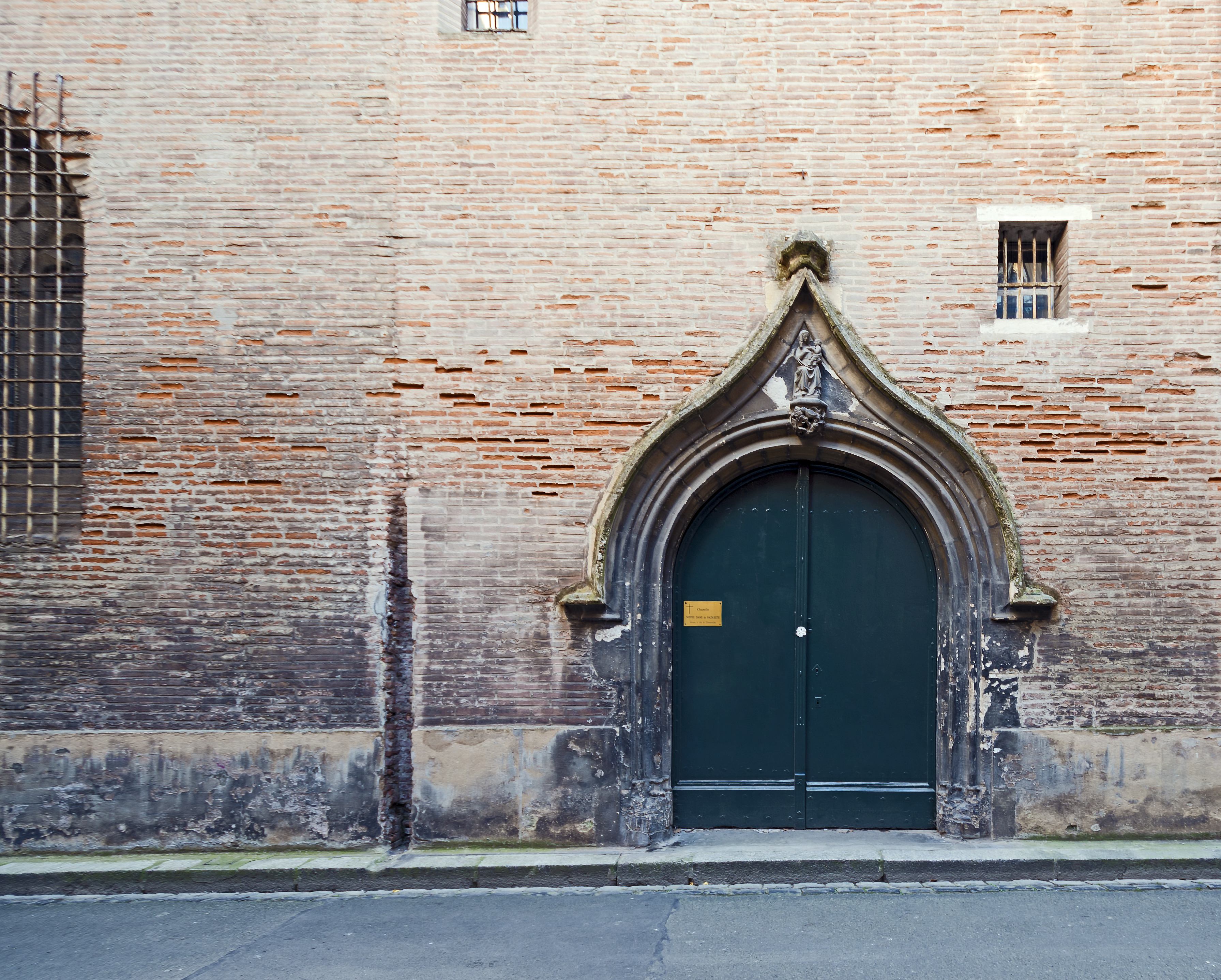
Façade et porte principale de la chapelle.
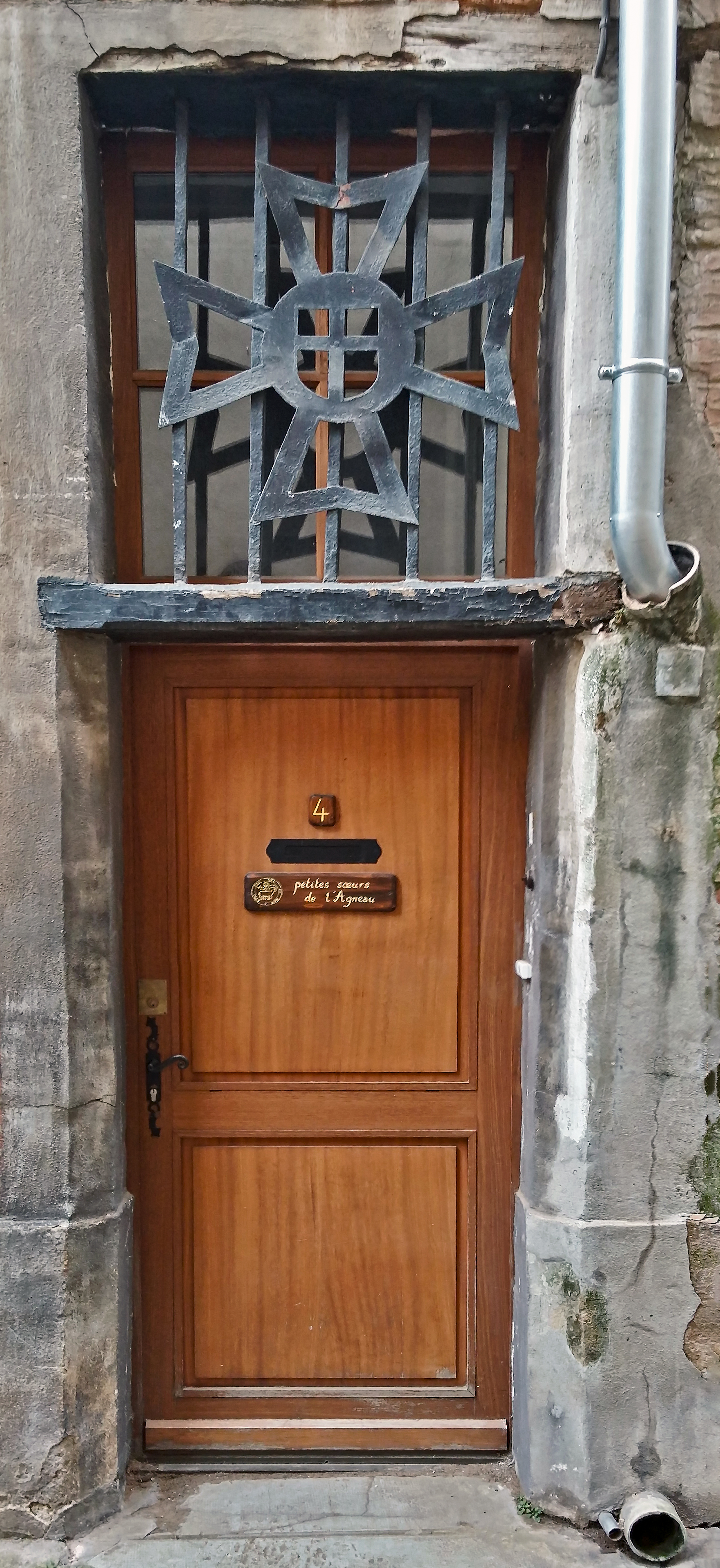
Porte latérale (no 4).

### Intérieur
L'intérieur de la chapelle se compose d'une abside et de deux travées voûtées d'ogives, mais différentes, ce qui laisse supposer plusieurs campagnes de construction. Les voûtes de la dernière travée ont de multiples nervures, avec liernes et tiercerons, et s'orne de clefs de voûte écussonnées et fleuronnées. De chaque côté de la nef s'ouvraient deux chapelles, mais celles du côté sud ont été supprimées au XIXe siècle, absorbées par les bâtiments voisins. On trouve en revanche un grand tableau du XVIe siècle représentant une Vierge à l’Enfant couvrant de son manteau neuf religieuses en compagnie d'Ignace de Loyola et d’un ange. Les décorations des chapelles subsistantes du côté nord sont de style Louis XIII, datant de la première moitié du XVIIe siècle. Les tombeaux des bienfaiteurs ont disparu, comme celui de Michel de Vabres (mort en 1546) et celui du premier président du Parlement Jacques de Minut (mort en 1536). Seul subsiste celui du jurisconsulte Antoine Dadin de Hauteserre entre les deux chapelles du côté nord.
Dans l'abside, le maître-autel est surmonté d’un fronton et d’un retable en bois doré de style classique datant du XVIIe siècle. Une Annonciation en bois sur fond bleuté et semé de fleurs de lys est encadrée de colonnes cannelées et surmontée d'un tableau de la Visitation de Jean-Pierre Rivalz. De part et d’autre du retable, sur les murs de l'abside, quatre bas-reliefs en bois peint doré du XIIIe siècle représentent des scènes de la vie de Marie. Le vitrail de l’abside, daté du XVIe siècle et offert par l'avocat Jacques de Cazeneuve, dont les armoiries sont visibles, représente une Nativité. Le vitrail voisin porte les armoiries de Michel de Vabres.

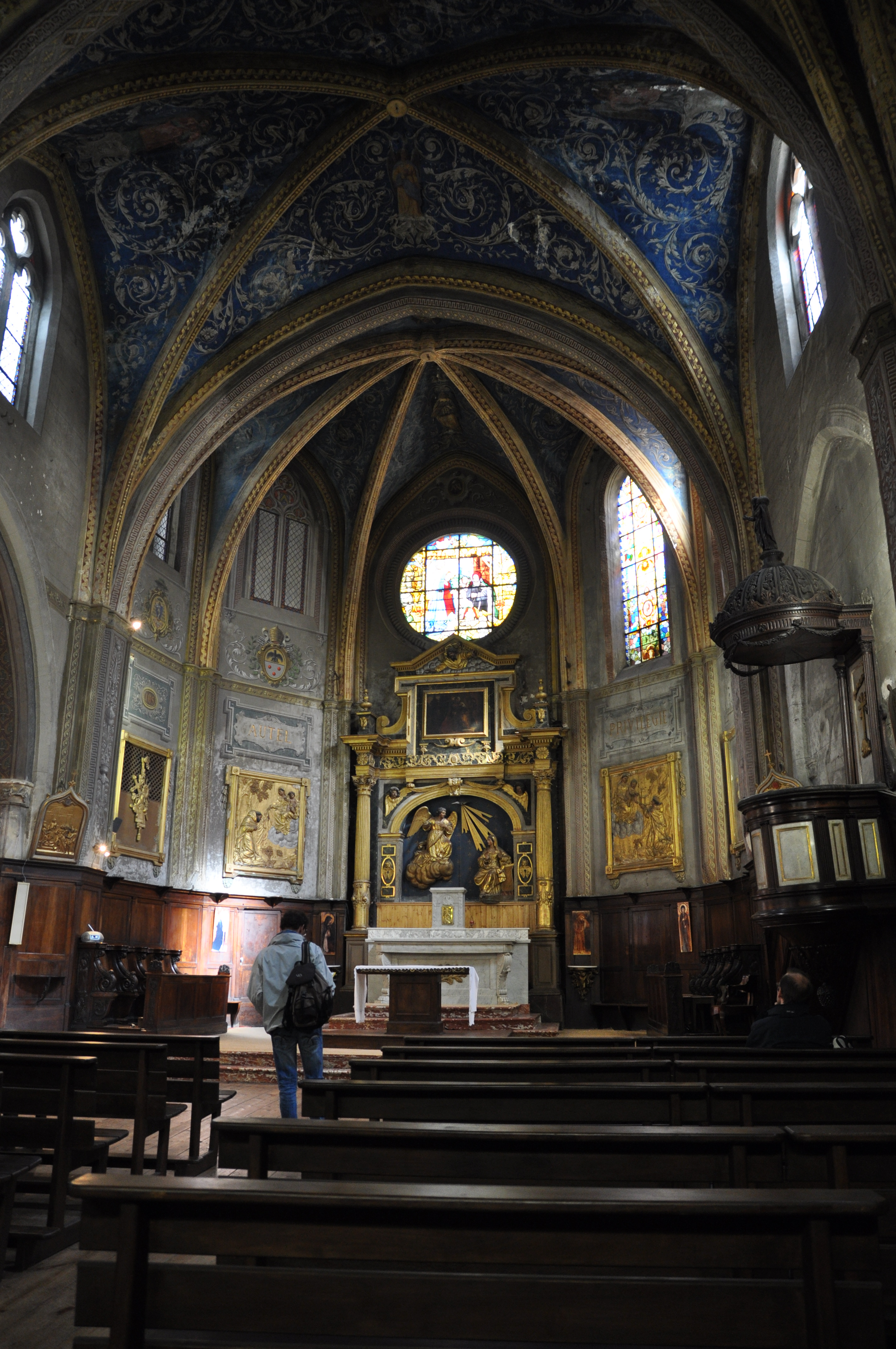
Intérieur de la chapelle.
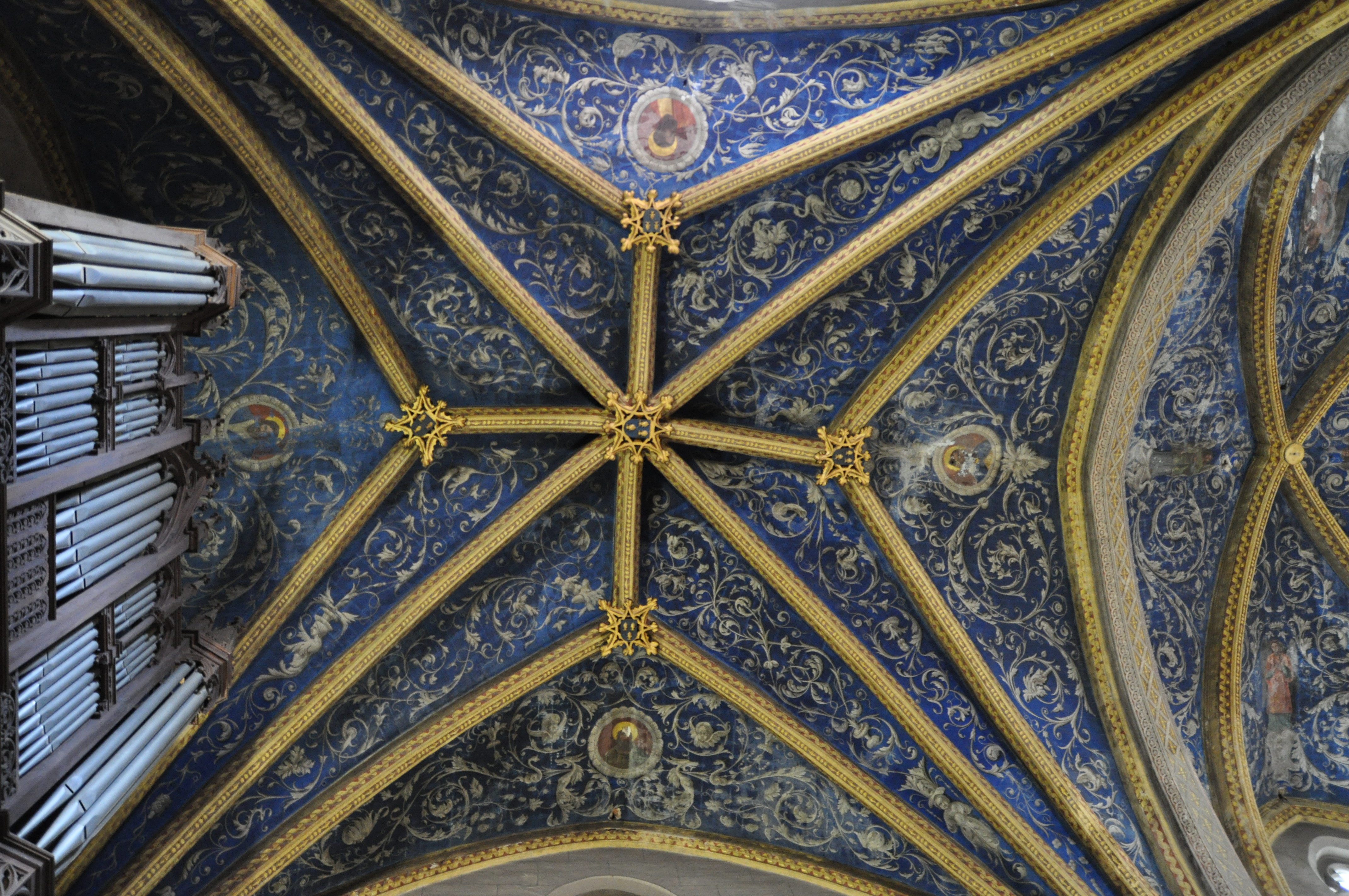
Voûte nervurée de la dernière travée.
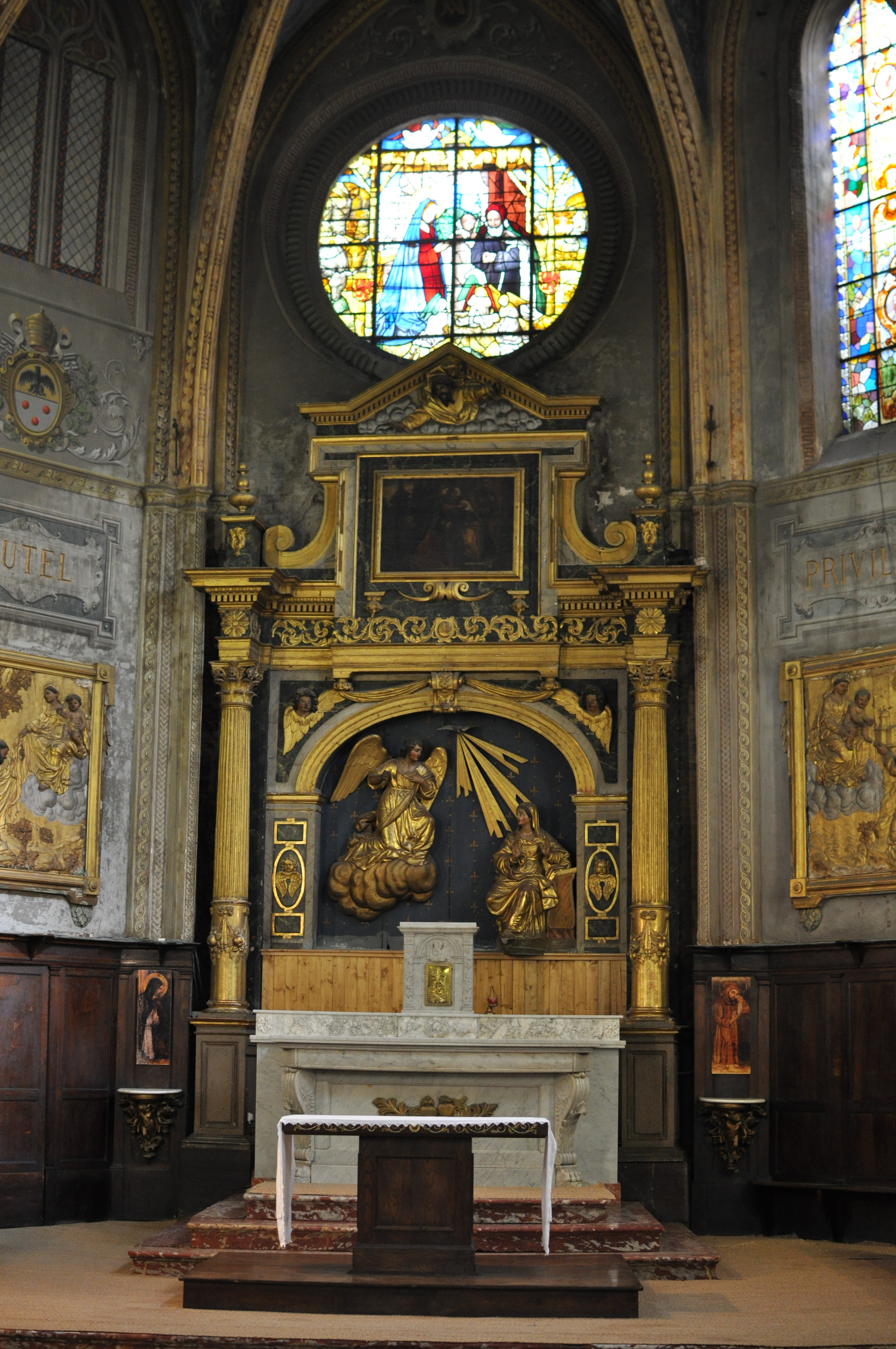
Abside de la chapelle.
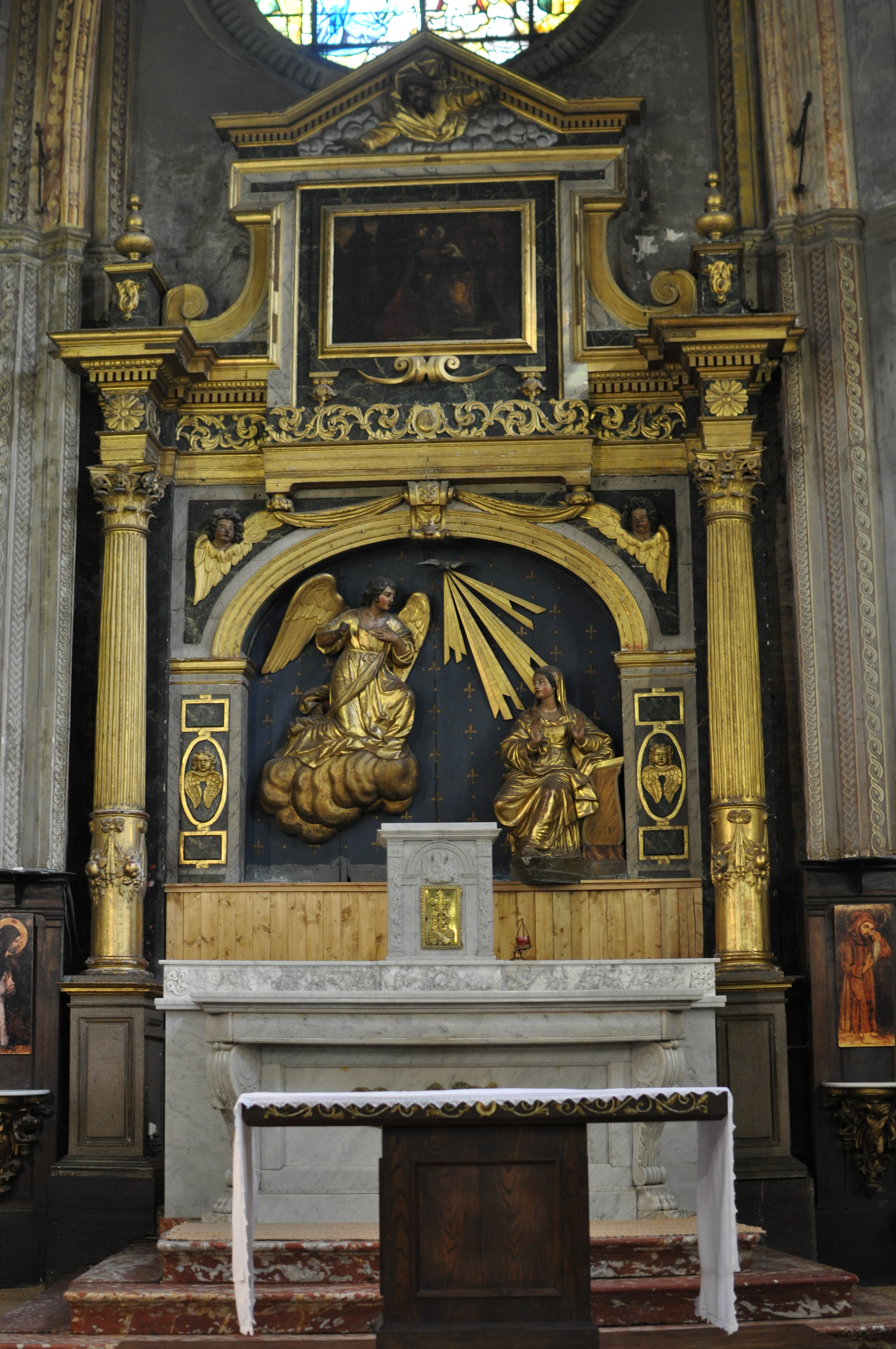
Retable et maître-autel de l'abside.